# Chaetodon mesoleucos
Chaetodon mesoleucos är en fiskart som beskrevs av Forsskål, 1775. Chaetodon mesoleucos ingår i släktet Chaetodon och familjen Chaetodontidae. IUCN kategoriserar arten globalt som livskraftig. Inga underarter finns listade i Catalogue of Life.